# 伊凡·米哈伊洛维奇·叶夫雷诺夫
伊凡·米哈伊洛维奇·叶夫雷诺夫（俄语：Ива́н Миха́йлович Евре́инов，1694年—1724年），俄罗斯帝国大地测量学家、探险家。
出生在波兰，后来来到俄罗斯，皈依了东正教。他最初是莫斯科数学与导航学校的学生（从1714年）开始，后来进入圣彼得堡的海军学院学习大地测量学。1719年，奉彼得大帝的命令，叶夫雷诺夫和费奥多尔·费奥多罗维奇·卢津一起，被送往堪察加半岛和千岛群岛进行秘密测量，探查美洲和亚洲是否连在一起。
1720年，他沿陆路穿过西伯利亚来到鄂霍次克，然后乘坐一艘名叫Vostok的小船来到堪察加半岛，随后沿着陆路来到Nizhnekamchatsk（第一次测量此地的经纬度）。他回到了船上，绘制了堪察加海岸的地图，然后向南驶向千岛群岛（第一次绘制千岛群岛十六个岛屿的地图），一直到北海道。在千岛群岛，他们向当地百姓征税。然后穿过堪察加、鄂霍次克和雅库茨克，回到托博尔斯克，最后到达喀山。在那里，伊凡向彼得大帝报告了自己的发现。伊凡·叶夫雷诺夫无法回答美洲和亚洲大陆是否连在一起，但他却是第一个精确绘制堪察加、千岛群岛以及俄罗斯太平洋沿岸的人，在他之前，甚至连当地堡垒和村庄的坐标都不为人知。
直到1723年，他为Khlynov（今基洛夫）及其附近绘制地图，并死在那里。
鄂霍次克海中的一个半岛和一座山被命名为“叶夫雷诺娃”（Евреинова），用来纪念他。此外，千岛群岛中的一个海峡名叫叶夫雷诺娃海峡。